# Rovereto
Rovereto là một thành phố ở tỉnh Trento nước Ý. Đô thị này có dân số là 35.858 người (thời điểm năm 2007).